# Neustadt am Rennsteig
Neustadt am Rennsteig település Németországban, azon belül Türingiában. Lakosainak száma 918 fő (2017. december 31.). Neustadt am Rennsteig Großbreitenbach, Gehren, Langewiesen, Frauenwald, Schleusegrund és Altenfeld községekkel határos.

## Népesség
A település népességének változása:

| 2017 | 918 |